# لازادا
لازادا (انگلیسی: Lazada) شرکت تجارت الکترونیک آمریکایی است، که در سال ۲۰۱۲ تأسیس شد.